# سگ‌پیوند
سگ‌پیوند (نام علمی: Cynodesmus) نام یک سرده از زیرخانواده باخترسگیان است.